# Carl Hermann Theodor Haase
Carl Hermann Theodor Haase, auch Karl, ab 1889 von Haase (* 19. Juli 1831 in Stralsund; † 18. November 1893 in Hamburg) war ein deutscher Unternehmer, langjähriger Pächter der Hamburger Gaswerke und Kaiserlich Persischer Generalkonsul.

## Leben und Wirken

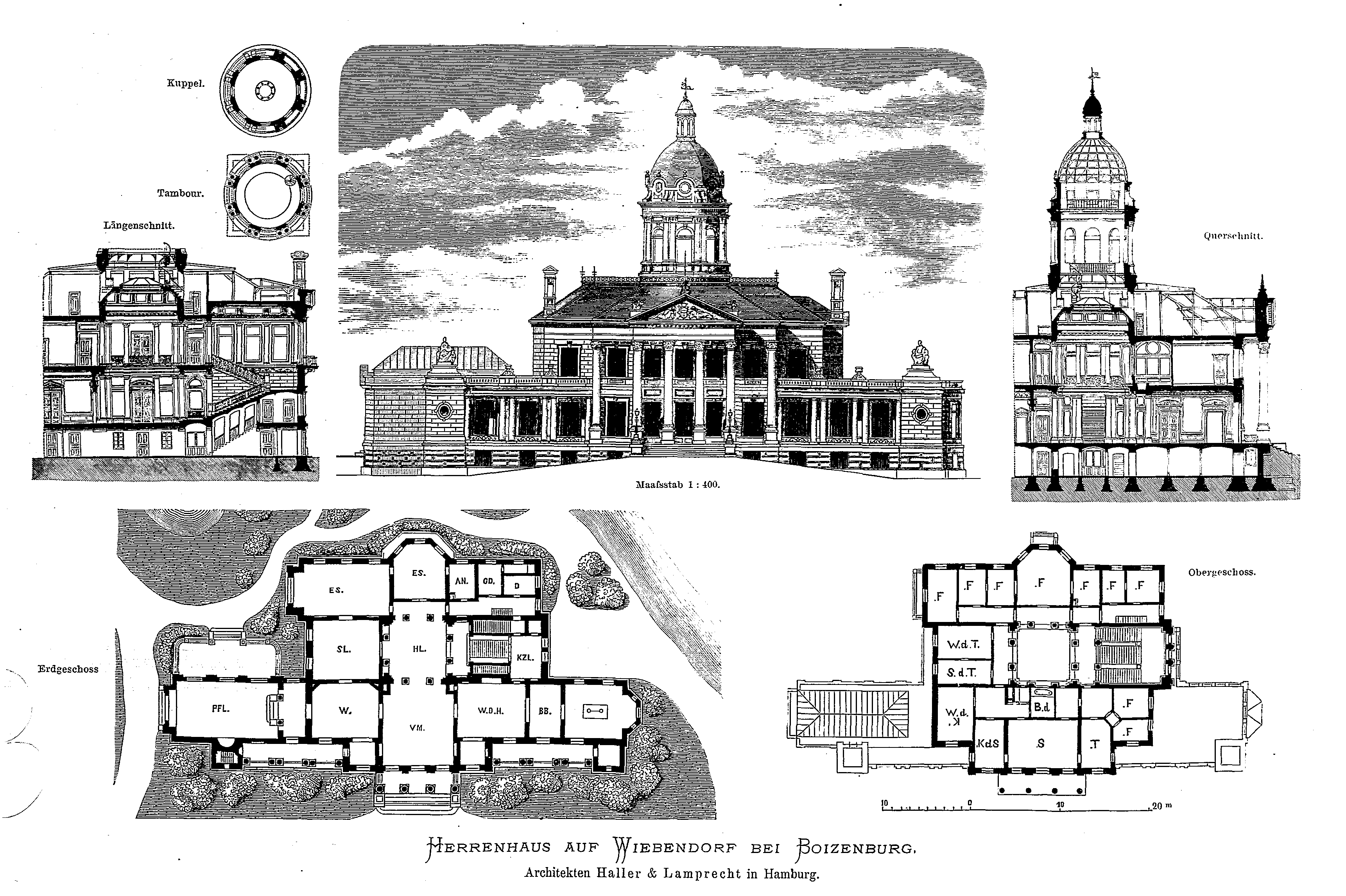
Herrenhaus Wiebendorf (Bauzeichnung 1885)

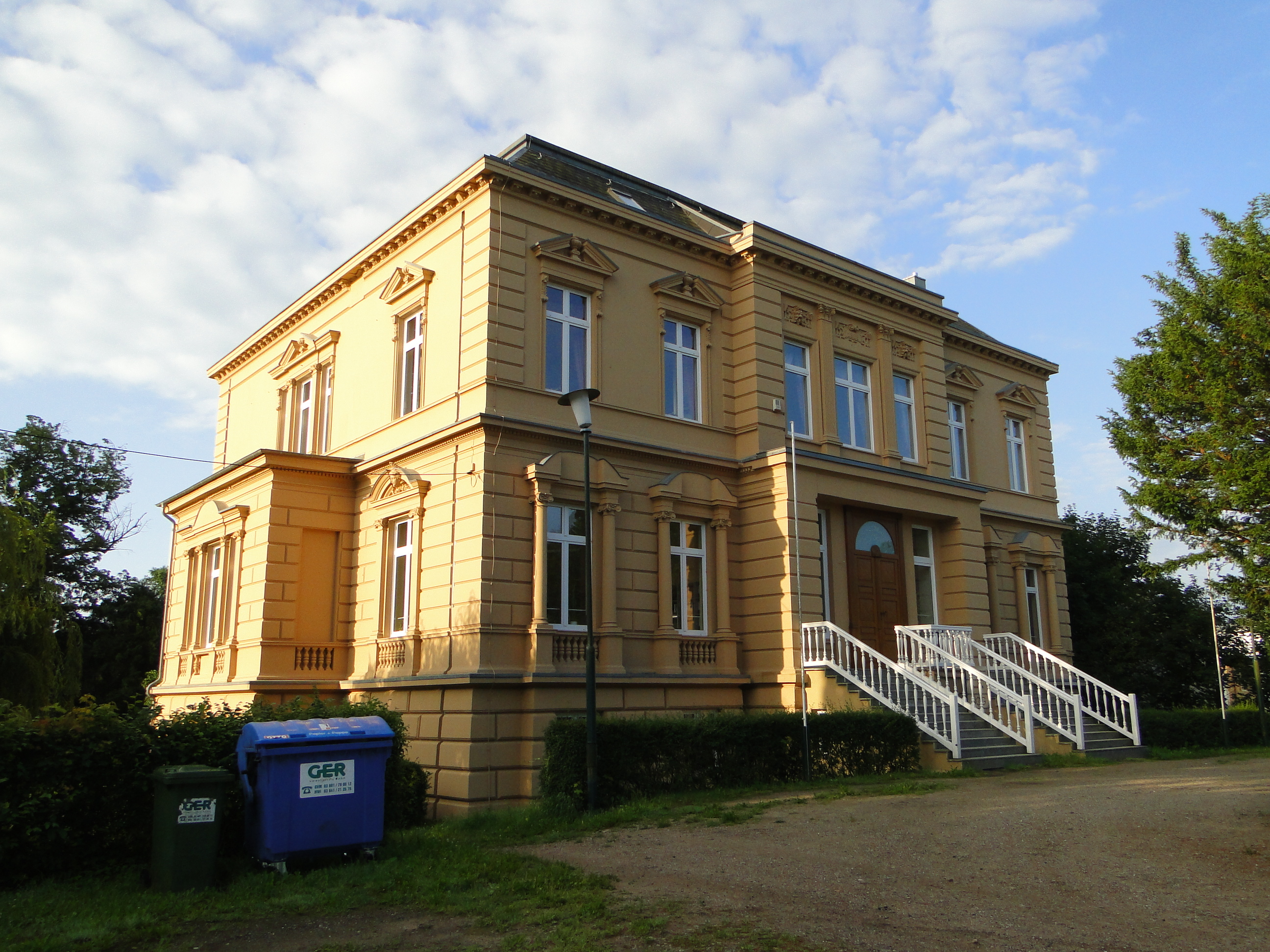
Herrenhaus Roggendorf (2011)

Haase war der vierte Sohn von Karl Ehrenfried Haase († 4. Februar 1864), Artillerie-Quartiermeister und später Oberbeamter der Polizeibehörde in Stralsund, und seiner Frau Sofie, geb. Tiedt († 14. Februar 1866).
Haase besuchte die Elementarschule und das Gymnasium Stralsund. Nachdem er als Einjährig-Freiwilliger bei dem in Stralsund stationierten II. Bataillon des preußischen 2. Infanterie-(Königs-)Regiments gedient hatte, begann er eine Lehre als Maschinenbauer und war nach seinem Lehrabschluss in verschiedenen Maschinenbau-Werkstätten tätig. In den frühen 1850er Jahren arbeitete er in den Werkstätten der Maschinenbau-Anstalt von Johann Friedrich Ludwig Wöhlert und in der Maschinenfabrik von Carl Hoppe in Berlin. Bei Hoppe war er zumeist mit der Ausführung von Montagearbeiten in den Berliner Gasanstalten betraut. 
1853 trat er als Assistent in die Gasanstalt in der Gitschiner Straße in Berlin-Kreuzberg ein. Anschließend war Haase Betriebsassistent in der Gasanstalt am Stralauer Platz und ab 1858 beim Neubau der Gasanstalt III in der Müllerstraße tätig, deren Leitung er als Betriebsdirigent übernahm und bis 1873 beibehielt.
1873 bewarb er sich um die damals ausgeschriebene Pachtung der Hamburger Gaswerke, die ihm auf die Fürsprache von Bürgermeister Nicolaus Ferdinand Haller auch zugesprochen wurde. Haase übernahm die Pachtung und Oberleitung der Hamburger Gaswerke durch Vertrag vom 10. Februar 1874 zunächst auf die Dauer von zehn Jahren. 1882 wurde der Vertrag erneuert, der auch die Übernahme des Baus und Betriebs des zu errichtenden städtischen Elektrizitätswerks regelte. Haase kündigte den Vertrag zum 1. April 1891, woraufhin die Hamburger Gaswerke ein städtischer Betrieb wurden.
Von 1888 bis zu seinem Tod 1893 war Haase Kaiserlich Persischer Generalkonsul in Hamburg.
Das große Vermögen, das Haase erworben hatte, verwandte er hauptsächlich auf den Ankauf und die Ausgestaltung eines ausgedehnten Landbesitzes im Großherzogtum Mecklenburg-Schwerin. 1880 erwarb er Wiebendorf, heute Ortsteil von Bengerstorf, Landkreis Ludwigslust-Parchim, wozu auch der Hof Bretzin gehörte. 1886 kam für 1,5 Millionen Mark das Gut Roggendorf mit seinen Pertinenzien Marienthal, Klein Salitz und Dorotheenhof hinzu.
Ab 1882 ließ er das Herrenhaus Wiebendorf nach Plänen von Martin Haller errichten. Mit seiner 37 Meter hohen Kuppel, gestaltet nach dem Vorbild von Schloss Charlottenburg, war es bis zu seiner weitestgehenden Zerstörung 1943 das größte und prunkvollste Herrenhaus in Westmecklenburg. Auch in Roggendorf ließ Haase durch Haller ein neues Herrenhaus im Stil einer Villa erbauen.
1889 errichtete er aus den Gütern eine Fideikommissstiftung, die am 4. März 1889 die landesherrliche Bestätigung erhielt. Mit Diplom vom 28. Mai 1889 wurde er von Kaiser Wilhelm II. in seiner Eigenschaft als König von Preußen in den erblichen Adelsstand erhoben.
1891 zog er ganz auf seine Güter, starb aber schon im November 1893 infolge einer schweren Erkrankung in Hamburg. Er wurde anschließend nach Wiebendorf überführt und dann in der Familiengruft auf dem Zahrensdorfer Kirchhof beigesetzt. 

### Familie und Nachkommen
Am 6. Oktober 1860 heiratete Theodor Haase in Berlin Marie Emilie Malwine Lewien (* 6. Mai 1841 in Berlin; † 20. September 1897 in Wiebendorf). Das Paar bekam drei Kinder, die Tochter Wally Charlotte Emelie (* 6. Mai 1863 in Berlin), die am 30. Mai 1884 in Hamburg Henning von Winterfeld, auf Frauenholz bei Bad Oldesloe heiratete, und die Tochter Elfriede Else Emilie (* 12. Juli 1871 in Berlin), die am 26. September 1889 in Hamburg Helmhart Auer von Herrenkirchen, Hauptmann und Kompaniechef im Anhaltischen Infanterie-Regiment Nr. 93 (Bernburg) heiratete, sowie den Sohn Arthur Benno Kurt (Curt) (* 9. Dezember 1882 in Hamburg), der nach dem Tod von Carl von Haase Nutznießer des Familienfideikommisses wurde und bis 1945 auf Roggendorf lebte. Er heiratete am 23. April 1907 Adelheid von Bonin (* 17. November 1885 in Köslin).

## Familienwappen
Das gespaltene Wappen von 1889 zeigt: vorn einen silbernen entwurzelten Eichenbaum, überhöht von einem fliegenden Vogel, hinten ein aufgerichteter silberner Hase auf rotem Grund, der in seiner Rechten drei goldfarbene Blitzstrahlen hält. Auf dem bekrönten Helm mit rot-silberner Helmdecke, ein wachsender in grünem Ärmel gekleideter Rechtarm, der einen Persersäbel schwingt.